# Cinquième circonscription de la préfecture de Gifu
La cinquième circonscription de la préfecture de Gifu (岐阜県第5区, Gifu-ken dai-go-ku) est l'une des cinq circonscriptions législatives que compte la préfecture de Gifu au Japon.

## Description géographique
Depuis 1994, la cinquième circonscription de la préfecture de Gifu est composée des villes de Tajimi, Nakatsugawa, Mizunami, Ena et Toki. Elle comprenait également les districts de Toki et Ena jusqu'en 2013,.

## Députés
| Législature | Début de mandat | Fin de mandat | Député élu            | Parti politique | Parti politique |
| ----------- | --------------- | ------------- | --------------------- | --------------- | --------------- |
| 41e         | 1996            | 2000          | Keiji Furuya (ja)     |                 | PLD             |
| 42e         | 2000            | 2003          | Keiji Furuya (ja)     |                 | PLD             |
| 43e         | 2003            | 2005          | Keiji Furuya (ja)     |                 | PLD             |
| 44e         | 2005            | 2009          | Keiji Furuya (ja)     |                 | SE              |
| 45e         | 2009            | 2012          | Yoshinobu Achiha (ja) |                 | PDJ             |
| 46e         | 2012            | 2014          | Keiji Furuya          |                 | PLD             |
| 47e         | 2014            | 2017          | Keiji Furuya          |                 | PLD             |
| 48e         | 2017            | 2021          | Keiji Furuya          |                 | PLD             |
| 49e         | 2021            | 2024          | Keiji Furuya          |                 | PLD             |
| 50e         | 2024            | -             | Keiji Furuya          |                 | PLD             |